# Auguste de Marmont
Auguste-Frédéric-Louis Viesse de Marmont (20 tháng 7 năm 1774 – 22 tháng 3 năm 1852), Công tước xứ Raguse (1808), Thống chế (1809) và Thượng Nghị sĩ Pháp (1814), là một quân nhân người Pháp

## Tiểu sử

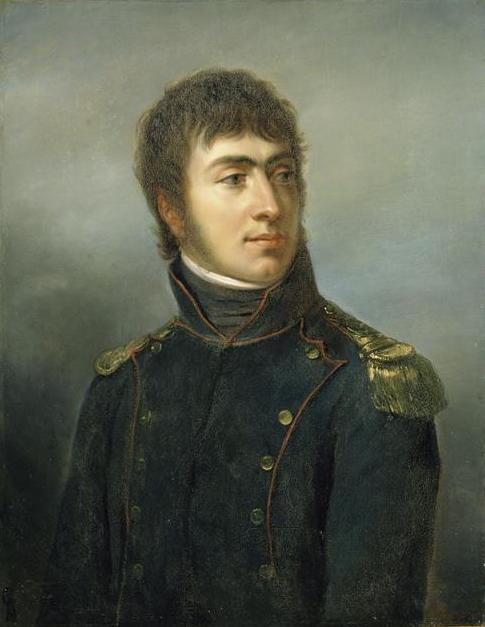
Auguste Frédéric Louis Viesse de Marmont, Trung úy pháo binh năm 1792, Georges Rouget.

### Thời kì Cách mạng Pháp
Xuất thân dòng dõi quý tộc, Auguste de Marmont học toán ở Dijon rồi vào trường Pháo binh, nơi Marmont gặp Napoléon Bonaparte. Sau Cách mạng Pháp, Marmont tham gia quân đội Đệ nhất đế chế và trở thành thống chế vào năm 1809. Năm 1814, khi Paris bị tấn công, Marmont dẫn 20 ngàn lính của mình về Essonne. Hành động này khiến Marmont bị coi là kẻ phản bội.
Dưới thời nhà Bourbon phục hoàng, khi nổ ra Cách mạng Tháng bảy, Marmont chỉ huy quân đội hoàng gia trấn áp phe nổi dậy. Khi Charles X phải thoái vị, Marmont theo cựu hoàng sống lưu vong ở nước ngoài.
Ngày 22 tháng 3 năm 1852, Auguste de Marmont mất ở Venezia.